# Symplocos jauaensis
Symplocos jauaensis är en tvåhjärtbladig växtart som beskrevs av Steyermark och Maguire. Symplocos jauaensis ingår i släktet Symplocos och familjen Symplocaceae. Inga underarter finns listade i Catalogue of Life.